# Maurice Dousset
Pour les articles homonymes, voir Dousset.
 (octobre 2018).
Si vous disposez d'ouvrages ou d'articles de référence ou si vous connaissez des sites web de qualité traitant du thème abordé ici, merci de compléter l'article en donnant les références utiles à sa vérifiabilité et en les liant à la section « Notes et références ».
Maurice Dousset, né le 26 février 1930 à Lutz-en-Dunois (Eure-et-Loir) et mort le 20 octobre 2007 à Paris 14e, est un homme politique français.
Membre du Parti républicain et de l'UDF, Maurice Dousset est l'une des personnalités centristes les plus influentes d'Eure-et-Loir et de la région Centre-Val de Loire, dont il est le président de 1985 à 1998.

## Biographie
Député de 1973 à 1997 et président du conseil régional de 1985 à 1998, son parcours politique se brise sur le projet de 3e aéroport international de l'agglomération parisienne, dont il est un ardent défenseur de l'implantation en Eure-et-Loir sur le site de la commune de Beauvilliers.
Battu par la candidate verte Marie-Hélène Aubert aux élections législatives de 1997, il ne se représente pas aux élections régionales de 1998. Il est à l'époque sous le coup d'une mise en examen due à la création, sans base légale, d'un fonds finançant les retraites des agents du conseil régional du Centre via une association dont il assurait la présidence. Condamné pour gestion de fait, le fonds n'était cependant aucunement une source de financement politique ou utilisé à des fins personnelles. Il soutiendra à l'occasion de ces élections Renaud Donnedieu de Vabres, candidat de la majorité RPR/UDF et s'opposera publiquement, à l'alliance droite/FN qui portera pour quelques jours Bernard Harang à la présidence du conseil régional.
À la tête du conseil régional, il fait notamment équipe avec le sénateur gaulliste Paul Masson et mène une politique ambitieuse en matière de transports ferroviaires régionaux (pour lesquels la région Centre-Val de Loire est l'une des premières à se positionner pour l'expérimentation de l'organisation du réseau en lieu et place de l'État) et d'aménagement du territoire, à travers les contrats régionaux d'initiative locale qui sont les précurseurs de la politique contractuelle des pays qui se généralise en France au milieu des années 1990.
Au niveau départemental, Maurice Dousset est pressenti pour prendre la tête du conseil général d'Eure-et-Loir en 1986 ; mais c'est Martial Taugourdeau, député RPR du département, qui est finalement élu avec l'appui de conseillers généraux membres de l'UDF.
Exploitant agricole amoureux de la Beauce, Maurice Dousset est l'initiateur en 1990 de l'association Terres de Beauce qui sert de base juridique à la création de la Maison de la Beauce à Orgères en 1995. Ce lieu entend valoriser le patrimoine, la culture traditionnelle et les paysages beaucerons, notamment à travers la vocation agricole de cette région naturelle.
Plusieurs personnalités politiques se réclament de son héritage politique, parmi lesquelles Renaud Donnedieu de Vabres (ancien ministre et ancien député d'Indre-et-Loire), Philippe Vigier (député d'Eure-et-Loir), Joël Billard (sénateur d'Eure-et-Loir) et Albéric de Montgolfier (président du conseil général d'Eure-et-Loir).

## Synthèse des fonctions et des mandats
Mandats locaux
- 1965 - 2001 : maire de Lutz-en-Dunois
- 1979 - 1988 : conseiller général du canton de Châteaudun
- 1985 - 1998 : président du conseil régional du Centre-Val de Loire

Mandats parlementaires
- 2 avril 1973 - 1er avril 1986 : député de la 3e circonscription d'Eure-et-Loir
- 16 mars 1986 - 14 mai 1988 : député d'Eure-et-Loir
- 23 juin 1988 - 21 avril 1997 : député de la 4e circonscription d'Eure-et-Loir